# Henry Guys
Henry Guys est un diplomate et écrivain français né le 12 octobre 1787 à Marseille et mort le 27 décembre 1877.

## Biographie
D'une dynastie consulaire au service de la France, Pierre-Marie-François-Henri Guys est le fils du diplomate Pierre Alphonse Guys et de Marguerite Elisabeth de Rémusat, et le petit-fils de Pierre-Augustin Guys.
Suivant la carrière familiale dans la diplomatie, il devient consul de France à Alger en 1818, puis à Alep et Beyrouth. Il épouse en 1824 à Beyrouth Eulalie Arazy, fille du consul de France Augustin Mathieu Arazy et de Pauline de Bruny d'Entrecasteaux.
Il passe ensuite consul à Saint-Jean-d'Acre. Consul de France de première classe en 1833, il est fait en cette qualité officier de la Légion d'honneur en 1847 et est décoré de nombreux ordres étrangers.
Il est élu membre de l'Académie de Marseille en 1855 et de la Société de statistique de Marseille. Vice-président d'honneur de l'Institut d'Afrique, il est membre correspondant de la Société orientale de France.

## Distinctions
- Officier de la Légion d'honneur

## Publications
- Monographie de la ceinture (1868)
- Réflexions sur les fonctions des consuls de France en Turquie, au point de vue moral (1867)
- Étude sur les mœurs des Arabes et sur les moyens d'amener ceux de l'Algérie à la civilisation (1866)
- Dissertation sur l'origine de la chevalerie et l'étymologie de ce nom (1865)
- Recherches sur la destruction du Christianisme dans l'Afrique septentrionale, et sur les causes qui ont retardé la colonisation française en Algérie (1865)
- Théogonie des Druses, ou Abrégé de leur système religieux, traduit de l'arabe, avec notes explicatives et observations critiques (1863)
- Esquisse de l'état politique et commercial de la Syrie (1862)
- Notice historique sur la vie et les ouvrages de M. Joseph Agoub (1861)
- La Nation druse, son histoire, sa religion et ses mœurs (1863)
- Biographie de Pierre-Alphonse Guys, secrétaire d'ambassade,... né le 27 août 1755, mort le 13 septembre 1812 (1858)
- Notice biographique et littéraire sur Pierre-Augustin Guys (1858)
- Réflexions sur les monuments et le goût de la littérature et des beaux-arts à Marseille (1856)
- Voyage en Syrie, peinture des mœurs musulmanes, chrétiennes et israélites (1855)
- Un dervich algérien en Syrie (1854)
- Beyrout et le Liban, t. I et II (1850)
- Relation d'un séjour de plusieurs années à Beyrout et dans le Liban, t. I et II (1847)

### Sources
- Hussein I. El-Mudarris, Olivier Salmon, Alep sous le consulat de Henri Guys (1838-1847): statistique du pachalik d'Alep, Esquisse de l'état politique et commercial de la Syrie, un derviche algérien en Syrie, 2009
- Henri Barre, Michel Clerc, Paul Gaffarel, G. de Laget, H. Pellissier, Raymond Teisseire, Voyageurs et explorateurs provençaux, Barlatier, 1905
- Olivier Salmon, Alep dans la littérature de voyage européenne pendant la période ottomane (1516-1918): Tome III, Dar Al-Mudarris, 2019